# Atya africana
Atya africana е вид десетоного от семейство Atyidae. Видът не е застрашен от изчезване.

## Разпространение и местообитание
Разпространен е в Габон, Демократична република Конго, Камерун, Либерия и Нигерия.
Обитава сладководни басейни, морета, реки и потоци.